# Celeste Viel
Celeste Viel Caballero (Miami, 21 de octubre de 1999) es una modelo chilena. Fue coronada Miss Universo Chile 2023 y representó a Chile en Miss Universo 2023 logrando ubicarse en el Top 20.

## Vida personal
Celeste es hija del actor chileno Felipe Viel y la modelo Paula Caballero, Miss Mundo Chile 1992.Es estudiante de Relaciones Públicas en la Universidad Internacional de Florida en Miami.

## Concursos de belleza

### Miss Universo Chile 2023
Durante la noche de coronación final de Chile el 13 de agosto de 2023, Viel fue coronada Miss Universo Chile 2023.

### Miss Universo 2023
Compitió en Miss Universo 2023 realizado en El Salvador y se clasificó entre las 20 semifinalistas del certamen. Su clasificación significó volver a ver a Chile dentro de las semifinalistas después de 19 años sin clasificaciones, siendo la última en 2004 con Gabriela Barros.